# Jan Hendrik Schön
Jan Hendrik Schön (* 1970) ist ein deutscher Physiker. Er löste 2002 einen Skandal wegen gefälschter Forschungsergebnisse aus, dem eine Debatte über die Verantwortlichkeiten von Ko-Autoren und Gutachtern von wissenschaftlichen Arbeiten folgte. Schöns Forschungsgebiete waren Nanotechnologie und Festkörperphysik.

## Karriere
Schön legte 1988 seine Matura am Bundesgymnasium im österreichischen Feldkirch ab. Er studierte Physik an der Universität Konstanz und erwarb dort 1993 sein Diplom. 1997 promovierte Jan Hendrik Schön an der Universität Konstanz bei dem Photovoltaik-Experten Ernst Bucher über die Nutzbarmachung von Kupfergalliumdiselenid zur Herstellung von Solarzellen.
Ende 1997 wechselte er an die Bell Laboratories in die Arbeitsgruppe von Bertram Batlogg und arbeitete zusammen mit dem Kristallzüchter Christian Kloc. Er forschte zur Nanotechnologie mit organischen Halbleitern.
Im Jahr 2001 publizierte er im Durchschnitt alle acht Tage einen Fachartikel, 17 davon in den Zeitschriften Nature und Science. Darin berichtete er von vielen bahnbrechenden Ergebnissen, unter anderem Hochtemperatursupraleiter auf Fullerenbasis und einen Transistor, der nur aus einem Molekül besteht. Das Max-Planck-Institut für Festkörperforschung in Stuttgart beabsichtigte, ihn zum bis dahin jüngsten Direktor zu berufen.
2011 war Schön als Ingenieur bei einem Chemieunternehmen beschäftigt.

## Vorwürfe und Folgen
Im Jahr 2001 begannen einige Physiker, Zweifel an diversen Veröffentlichungen Schöns zu äußern, da ihnen die dort enthaltenen Messdaten im Sinne der Messgenauigkeit zu exakt erschienen und manche von Schöns Behauptungen allgemein akzeptierten physikalischen Erkenntnissen widersprachen. Bei eingehenderen Untersuchungen wurde anschließend entdeckt, dass Schön teilweise identische Messreihen zu völlig verschiedenen Experimenten veröffentlicht hatte. Zusätzlich erstellte er „Messreihen“ per Simulation am Computer, was jedoch erst nach Bekanntwerden der anderen Fälschungen erkannt wurde.
Am 21. September 2002 kam eine von den Bell Laboratories eingesetzte Untersuchungskommission zu dem Ergebnis, dass Schön sich in 16 Publikationen durch das Fälschen von Messdaten des wissenschaftlichen Fehlverhaltens schuldig gemacht habe.
Lucent Technologies (Eigentümerfirma der Bell Laboratories) entließ ihn daraufhin fristlos. Dies war der erste Fall eines bekanntgewordenen wissenschaftlichen Betruges in den Bell Labs. Die Max-Planck-Gesellschaft verzichtete auf eine Berufung, mehrere Auszeichnungen wurden zurückgegeben (Braunschweig Preis 2001) oder aberkannt (Otto-Klung-Weberbank-Preis 2001). Mehrere Artikel wurden zum Teil gegen den Willen Schöns zurückgezogen. Das Fachblatt Science zog am 31. Oktober 2002 insgesamt acht von Schön verfasste Publikationen zurück, das Fachblatt Nature am 5. März 2003 sieben solcher Publikationen.
Schön räumte ein, dass die Daten in vielen dieser Arbeiten fehlerhaft waren. Er behauptete jedoch, dass die Verwechslungen durch ein Versehen aufgetreten seien. Dennoch gab er zu, gewisse Daten „angepasst“ zu haben, damit sie einen deutlicheren Beweis für das lieferten, was er in seinen Experimenten tatsächlich beobachtet habe. Er besteht nach wie vor darauf, dass seine Experimente funktionsfähig seien und er nicht betrogen habe.
Wissenschaftler an der TU Delft und am IBM Thomas J. Watson Research Center konnten in ähnlichen Experimenten Schöns Ergebnisse nicht bestätigen.

## Gefälschte Publikationen
Unter anderem wurden die folgenden Publikationen zurückgezogen:
- J. H. Schön, S. Berg, Ch. Kloc, B. Batlogg: Ambipolar pentacene field-effect transistors and inverters. Science 287, 1022 (2000). doi:10.1126/science.287.5455.1022.
- J. H. Schön, Ch. Kloc, R. C. Haddon, B. Batlogg: A superconducting field-effect switch. Science 288, 656 (2000). doi:10.1126/science.288.5466.656.
- J. H. Schön, Ch. Kloc, B. Batlogg: Fractional quantum Hall effect in organic molecular semiconductors. Science 288, 2338 (2000). doi:10.1126/science.288.5475.2338.
- J. H. Schön, Ch. Kloc, A. Dodabala-pur, B. Batlogg: An organic solid state injection laser. Science 289, 599 (2000). doi:10.1126/science.289.5479.599.
- J. H. Schön, A. Dodabalapur, Ch. Kloc, B. Batlogg: A light-emitting field-effect transistor. Science 290, 963 (2000). doi:10.1126/science.290.5493.963.
- J. H. Schön, Ch. Kloc, H. Y. Hwang, B. Batlogg: Josephson junctions with tunable weak links. Science 292, 252 (2001). doi:10.1126/science.1058812.
- J. H. Schön, Ch. Kloc, B. Batlogg: High-temperature superconductivity in lattice-expanded C60. Science 293, 2432 (2001). doi:10.1126/science.1064773.
- J. H. Schön, H. Meng, Z. Bao: Field-effect modulation of the conductance of single molecules. Science 294, 2138 (2001). doi:10.1126/science.1066171.
- J. H. Schön, Ch. Kloc, B. Batlogg: Superconductivity at 52 K in hole-doped C60. Nature 408, 549–552 (2000). doi:10.1038/35046008.
- J. H. Schön et al.: Gate-induced superconductivity in a solution-processed organic polymer film. Nature 410, 189–192 (2001). doi:10.1038/35065565.
- J. H. Schön, H. Meng, Z. Bao: Self-assembled monolayer organic field-effect transistors. Nature 413, 713–716 (2001). doi:10.1038/35099520.
- J. H. Schön et al.: Superconductivity in single crystals of the fullerene C70. Nature 413, 831–833 (2001). doi:10.1038/35101577.
- J. H. Schön et al.: Superconductivity in CaCuO2 as a result of field-effect doping. Nature 414, 434–436 (2001). doi:10.1038/35106539.

Im Abschlussbericht der Untersuchungskommission wurden weitere Artikel als verdächtig eingestuft.

## Aberkennung des Doktorgrades
Im Juni 2004 entzog die Universität Konstanz Schön den Doktorgrad wegen „unwürdigen Verhaltens“. An diesem Schritt war ungewöhnlich, dass die Redlichkeit der Doktorarbeit selbst nicht in Frage gestellt, sondern vielmehr ein bis dahin kaum beachteter Passus im baden-württembergischen Universitätsgesetz herangezogen wurde, nach dem der Titel auch entzogen werden kann, „wenn sich der Inhaber durch sein späteres Verhalten der Führung des Grades als unwürdig erwiesen hat“. Hierzu führte die Universität Schöns Fehlverhalten als Forscher in den USA an. Schön ging jahrelang gerichtlich gegen die Entziehung des Doktorgrads vor, unterlag jedoch letztlich vor dem Bundesverwaltungsgericht, das die Klage am 31. Juli 2013 endgültig abwies. Damit wurde der Entzug des Doktorgrades rechtskräftig. Eine Verfassungsbeschwerde gegen das Urteil wurde vom Bundesverfassungsgericht nicht zur Entscheidung angenommen.

## Sonstiges
Der Fall Hendrik Schön ist Gegenstand des 2010 erschienenen Romans Il falsario (deutsch: Albert Thebell, Physiker und Fälscher) von Gianfranco D’Anna, dessen Titelheld Albert Thebell von Schön inspiriert ist.

## Belege
1. ↑  Fälscher verliert seinen Doktortitel (Memento vom 18. Juli 2013 im Internet Archive), Südwest Presse, 15. September 2011.
2. 1 2   Report of the Investigation Committee on the Possibility of Scientific Misconduct in the Work of Hendrik Schön and Coauthors (Memento vom 9. November 2014 im Internet Archive) Bell Labs Research Review Report, September 2002, in Englisch
3. ↑  Doktor? No!. Physik Journal 8 (2009) Nr. 12, S. 11
4. ↑  Ikarus der Physik Der Spiegel vom 7. Oktober 2002
5. ↑  Universität Konstanz entzieht Jan Hendrik Schön den Doktortitel (Memento vom 22. August 2004 im Internet Archive) Pressemitteilung 85 vom 11. Juni 2004.
6. ↑  Universität Konstanz:  Entzug des Doktorgrades in letzter Instanz bestätigt (Memento vom 9. Juli 2014 im Internet Archive), Presseinformation Nr. 98 vom 31. Juli 2013.
7. ↑  Entzug des Doktorgrades wegen „Unwürdigkeit“ nur bei wissenschaftsbezogenen Verfehlungen. Pressemitteilung Nr. 85/2014 vom 1. Oktober 2014. Bundesverfassungsgericht, 1. Oktober 2014, abgerufen am 6. November 2024.
8. ↑  Gianfranco D’Anna: «Albert Thebell, Physiker und Fälscher». Verlag die Brotsuppe, 2014. Gesellschaft & Religion – Wie ein Physiker beinah einen Nobelpreis erschwindelte, srf.ch, 11. Februar 2014.

| Personendaten    | Personendaten                                              |
| ---------------- | ---------------------------------------------------------- |
| NAME             | Schön, Jan Hendrik                                         |
| KURZBESCHREIBUNG | deutscher Physiker, der 2002 einen Betrugsskandal auslöste |
| GEBURTSDATUM     | 1970                                                       |